# Alexis Blin
Pour les articles homonymes, voir Blin.
Alexis Blin, né le 16 septembre 1996 au Mans (Sarthe), est un footballeur français qui évolue au poste de milieu défensif au Palerme FC.

## Biographie

### Carrière professionnelle

#### Toulouse FC
Il débute le football à l'âge de 6 ans au FC La Bazoge jusqu'à ses 12 ans. Formé ensuite au Mans FC, Alexis Blin arrive à Toulouse à l'âge de 17 ans, lors de la saison 2013-2014, à la suite de la mise en liquidation judiciaire de son club formateur. Il joue alors avec les moins de 19 ans et la réserve (qui évolue alors en CFA2).
Il fait sa première apparition en Ligue 1 lors du vingtième match de la saison suivante, le 11 janvier 2015 à Lyon. Il débute alors comme titulaire à la suite de la blessure de Martin Braithwaite lors de l'échauffement. À la fin de la saison, il compte six apparitions dont trois titularisations.
À l'inter-saison 2015, Alexis Blin signe son premier contrat professionnel avec Toulouse à l'âge de 18 ans. 
Il commence la saison 2015-2016 comme solution de rechange derrière le trio Jean-Daniel Akpa-Akpro, Étienne Didot et Tongo Doumbia, rentrant neuf fois en cours de jeu pour une seule titularisation lors des dix-neuf premières journées de Ligue 1. Il gagne sa place de titulaire à partir de février, la conservant malgré l'arrivée de Pascal Dupraz au chevet du club, luttant pour son maintien. Entre la 24e et la 38e journées de championnat, il ne manque ainsi que deux rencontres.
Il réalise sa première saison pleine lors de l'exercice 2016-2017, prenant part à 26 rencontres de championnat, les débutant toutes en tant que titulaire. 
Le 4 novembre 2017 lors de son 66e match de Ligue 1, Alexis Blin inscrit son premier but avec l'effectif professionnel à la Beaujoire pour le compte de la 11e journée de Ligue 1,.

##### Prêt puis transfert à Amiens
Alain Casanova fait son retour à la tête de l'équipe toulousaine pour la saison 2018-2019. Il signifie alors à Blin qu'il est libre de se trouver un point de chute, barré par une forte concurrence à son poste avec la présence de John Bostock, Ibrahim Sangaré, Yannick Cahuzac, Stéphane Mbia ou encore de Yann Bodiger. Annoncé au RC Lens ou aux Queens Park Rangers durant l'été, il trouve finalement un point de chute en Ligue 1 à la suite de la grave blessure de Bongani Zungu, victime d'une rupture des ligaments du genou, et est alors prêté avec option d'achat le 10 septembre 2018 à l'Amiens SC. Il se blesse lors de sa première apparition sous son nouveau maillot, victime d'une lésion aux ischio-jambiers après 23 minutes de jeu face au LOSC (défaite 2-3, cinquième journée).
Le 11 juin 2019, il est officiellement transféré dans le club picard avec qui il s'engage pour trois ans.

### En sélection
Il honore sa première sélection en équipe de France des moins de 19 ans en septembre 2014 lors d'un match amical face à la Serbie où il rentre en jeu à la 76e minute à la place de Samed Kilic. Il est sélectionné tout au long de la saison jusqu’à l'Euro des moins de 19 ans et la demi-finale perdue face à l'Espagne, soit un total de quinze matchs. Lors du premier match de l'Euro des Bleuets contre l'Autriche, Alexis Blin marque son premier but en bleu, son seul avec les moins de 19 ans.
Il est appelé le 7 septembre 2015 en équipe de France des moins de 20 ans pour un match amical contre les Pays-Bas. Il joue l'intégralité de ce match, y ouvrant le score.
Il est appelé en sélection avec l'équipe de France espoirs le 5 octobre 2016 pour pallier le forfait Rémi Walter.

## Statistiques
Le tableau suivant récapitule les statistiques d'Alexis Blin durant sa carrière professionnelle.
| Saison                | Club                  | Championnat           | Championnat | Championnat | Coupe nationale | Coupe nationale | Coupe de la Ligue | Coupe de la Ligue | Compétition(s) continentale(s) | Compétition(s) continentale(s) | Compétition(s) continentale(s) | Total | Total |
| Saison                | Club                  | Division              | M.          | B.          | M.              | B.              | M.                | B.                | Comp.                          | M.                             | B.                             | M.    | B.    |
| 2014-2015             | Toulouse FC           | Ligue 1               | 6           | 0           | -               | -               | -                 | -                 | -                              | -                              | -                              | 6     | 0     |
| 2015-2016             | Toulouse FC           | Ligue 1               | 24          | 0           | 2               | 0               | 3                 | 0                 | -                              | -                              | -                              | 29    | 0     |
| 2016-2017             | Toulouse FC           | Ligue 1               | 26          | 0           | -               | -               | 1                 | 0                 | -                              | -                              | -                              | 27    | 0     |
| 2017-2018             | Toulouse FC           | Ligue 1               | 20          | 1           | 0               | 0               | 0                 | 0                 | -                              | -                              | -                              | 20    | 1     |
| 2017-2018             | Toulouse FC           | Ligue 1               | 28          | 1           | 2               | 0               | 0                 | 0                 | -                              | -                              | -                              | 30    | 1     |
| Sous-total            | Sous-total            | Sous-total            | 104         | 2           | 4               | 0               | 4                 | 0                 | -                              | -                              | -                              | 112   | 2     |
| 2018-2019             | Amiens SC (prêt)      | Ligue 1               | 27          | 1           | 1               | 0               | 2                 | 0                 | -                              | -                              | -                              | 30    | 1     |
| 2019-2020             | Amiens SC             | Ligue 1               | 24          | 0           | 1               | 0               | 3                 | 1                 | -                              | -                              | -                              | 28    | 1     |
| Sous-total            | Sous-total            | Sous-total            | 51          | 1           | 2               | 0               | 5                 | 1                 | -                              | -                              | -                              | 58    | 2     |
| 2021-2022             | US Lecce              | Serie B               | 26          | 1           | 3               | 0               | -                 | -                 | -                              | -                              | -                              | 29    | 1     |
| 2021-2022             | US Lecce              | Serie A               | 35          | 1           | 1               | 0               | -                 | -                 | -                              | -                              | -                              | 36    | 1     |
| 2023-2024             | US Lecce              | Serie A               | 18          | 0           | 1               | 0               | -                 | -                 | -                              | -                              | -                              | 19    | 0     |
| Sous-total            | Sous-total            | Sous-total            | 79          | 2           | 5               | 0               | 0                 | 0                 | -                              | 0                              | 0                              | 84    | 2     |
| Total sur la carrière | Total sur la carrière | Total sur la carrière | 234         | 3           | 11              | 0               | 9                 | 1                 | -                              | 0                              | 0                              | 254   | 4     |